# Codename: Panzers
Codename: Panzers es un videojuego de la Segunda Guerra Mundial creado por el desarrollador de juegos húngaro StormRegion. Se lanzó en 2004 a las revisiones generalmente favorables. La serie entró en su segunda iteración en julio de 2005 con Codename: Panzers Phase II. Un Codename: Panzers Phase III fue planeada originalmente, pero ya no aparece en el sitio web oficial. Le siguió Codename: Panzers – Cold War. Los dos primeros juegos de la serie no funcionan en sistemas operativos de 64 bits debido a la incompatibilidad del controlador de StarForce Protection, sin embargo, las versiones libres de DRM disponibles en GOG. com no contienen este problema. Codename: Panzers pretendía ser una serie de tres partes que retratara varios conflictos de la Segunda Guerra Mundial.
Los derechos de publicación actuales de la franquicia pertenecen a THQ Nordic después de que adquirieron los derechos de propiedad intelectual del difunto editor, cdv Software Entertainment.

## Jugabilidad
Al igual que Soldiers: Heroes of World War II y, en menor medida, Blitzkrieg, Codename: Panzers se centra en la gestión de grupos de tropas, tanques, vehículos blindados y artillería y en destruir al enemigo o capturar objetivos. El juego abstrae conceptos como el suministro, la reparación y el apoyo aéreo sin eliminarlos por completo, y pertenece al género de las tácticas en tiempo real más que el tradicional juego de guerra/simulación género.
Las unidades ganan experiencia a lo largo de las campañas de un jugador y pueden ser compradas/actualizadas entre misiones y añadidas al "ejército" personal del jugador que viaja con él de un escenario a otro. Completar los requisitos de la misión y los objetivos opcionales le da al jugador puntos' Prestige', que se pueden acumular para actualizar las unidades existentes o usarse para añadir nuevas unidades a la fuerza central del jugador. Además, muchas misiones proporcionan al jugador unidades adicionales para complementar su ejército central. Además, el jugador es más a menudo responsable de mantener viva una sola unidad de "héroe".
Las unidades incluyen una variedad de infantería, armadura y artillería usada por las fuerzas armadas de cada nación en la Segunda Guerra Mundial. Mientras que el objetivo principal del juego es controlar tanques, las unidades de artillería proporcionan fuego de largo alcance mientras que las unidades de infantería pueden ser usadas para atacar otros edificios de infantería y guarnición para una defensa adicional. El daño se modela en un sistema de barras de salud, aunque los vehículos tienen blindaje adicional para debilitar antes de recibir el daño. Los jugadores también están obligados a mantener sus vehículos usando munición y reparar camiones. Además de las unidades regulares que el jugador puede controlar, el juego proporciona a los jugadores con fuego indirecto de apoyo. En las misiones, los jugadores pueden dirigir un número limitado de ataques precisos de bombarderos, caídas de paracaidistas, corridas de bombardeo de alfombras, aviones de reconocimiento y artillería fuera del mapa.

## Historia
El primer juego (Phase I) se centró en tres campañas: alemán (liderado por Hans Von Gröbel), soviético (liderado por Aleksander Efremovich Vladimirov) y aliado occidental (liderado por Jeffrey S."The Buck" Wilson y James "The Gent" Barnes). La campaña alemana comienza con el Blitzkrieg de Polonia, Francia y luego la invasión de la URSS, con la misión final de campaña en Stalingrado. La campaña soviética comienza con el turno en Stalingrado y termina con la batalla de Berlín y el Reichstag. La campaña de Western Allied comienza con la Operación Overlord y los aterrizajes de Normandía, e incluye batallas como la Operación Market Garden y la Batalla de Bulge. El juego presenta representaciones realistas de tanques, unidades de artillería, fuerzas aéreas e infantería de Alemania, Estados Unidos, la Unión Soviética, Gran Bretaña, Francia y Polonia. También cuenta con guerrilleros serbios lucharon en la campaña alemana cuando el jugador se mueve a través de una zona rebelde de Nedić Serbia.
El segundo juego (Phase II) se centró en tres campañas: Axis (el mismo líder que en el primer juego con Darío DeAngelis, el líder italiano), Western Allied (el mismo líder que en el primer juego) y Partisanos yugoslavos (dirigido por Farvan "Vuk" Pondurovik, a veces mal escrito como Fervan). La campaña del Eje sigue al italiano Dario de Angelis y al Afrika Korps a través de la Campaña de África del Norte hasta la Primera Batalla de El Alamein. La campaña aliada occidental comienza en la Segunda Batalla de El Alamein, e incluye la Operación Antorcha, la Batalla por Tobruk y la Batalla del Paso de Kasserine, luego termina con la invasión aliada de Italia, incluyendo Anzio y la Batalla de Monte Cassino. La campaña partidista yugoslava se centra en el combate en los Balcanes con la ayuda rusa.

## Elenco
Los siguientes han realizado trabajos de voz en Codename: Panzers - Phase II:
- Steven Blum - Randolph Churchill
- Steve Bulen - James Barnes
- David Cowgill - Hans von Gröbel
- Kirk Thornton - Dario DeAngelis
- Peter Weller - Jeffrey S. Wilson

## Recepción
Codename: Panzers tiene actualmente una calificación del 81% en el agregador de críticas Metacritic.